# Roch Carrier
 (juin 2021).
Si vous disposez d'ouvrages ou d'articles de référence ou si vous connaissez des sites web de qualité traitant du thème abordé ici, merci de compléter l'article en donnant les références utiles à sa vérifiabilité et en les liant à la section « Notes et références ».
Pour les articles homonymes, voir Carrier (homonymie).
Œuvres principales
Roch Carrier (13 mai 1937, Sainte-Justine, Québec, Canada - ) est un romancier, dramaturge et auteur de contes et d'ouvrages de littérature d'enfance et de jeunesse.

## Biographie
Il étudie à l’Université Saint-Louis au Nouveau-Brunswick, à l'Université de Montréal,et à la Sorbonne, où il reçoit un doctorat en littérature.
En 1964, Carrier reçoit un prix littéraire du Québec avec le roman Jolis deuils [réf. souhaitée].
En outre, en tant que dramaturge au Théâtre du Nouveau-Monde, il adapte La Guerre, yes sir ! (en 1970) et Floralie, où es-tu ? (en 1974) pour la scène.
Roch Carrier a aussi été un enseignant. En effet, il se joignait, en 1964, au Département de français du Collège militaire royal de Saint-Jean où il a enseigné la littérature jusqu'en 1970. Ensuite, il a poursuivi sa carrière de professeur à l'Université de Montréal (1970-1971). En 1971, il était nommé secrétaire général du Théâtre du Nouveau Monde. Il retourne toutefois au Collège militaire royal de Saint-Jean où, de 1973 à 1980, il est directeur du Département de français et coordonnateur du programme de premier cycle en Études canadiennes. Il poursuit sa carrière au Collège militaire royal de Saint-Jean où il exerce diverses fonctions avant d'en être nommé le directeur en 1990.
De 1994 à 1997, il est directeur du Conseil des Arts du Canada. En 1998, il est nommé administrateur général de la Bibliothèque nationale du Canada qu'il quitte en 2004 lors de la création de Bibliothèque et Archives Canada. En 1998, il se présente en tant que candidat électoral pour le Parti libéral du Québec de Jean Charest, mais n'est pas élu.
Un extrait du Chandail de hockey, l’un des plus célèbres contes de Carrier, est réimprimé sur le dos du billet de 5 $ canadien. Il raconte l’histoire d'un jeune garçon qui commande le chandail de l’équipe de hockey des Canadiens de Montréal en utilisant le catalogue Eaton, mais reçoit à la place un chandail des Maple Leafs de Toronto.
Cette histoire est considérée par beaucoup[Qui ?] comme une allégorie littéraire sur les tensions linguistiques et culturelles entre les Canadiens anglais et les Canadiens français, et représente un des travaux les plus importants de la littérature canadienne jamais écrit[réf. nécessaire], et aussi une lecture essentielle pour quiconque cherche à comprendre ce que signifie être « Canadien ». L'ONF en a fait un dessin animé.

## Distinctions
- 1991 -  Officier de l'Ordre du Canada[6]

## Œuvre

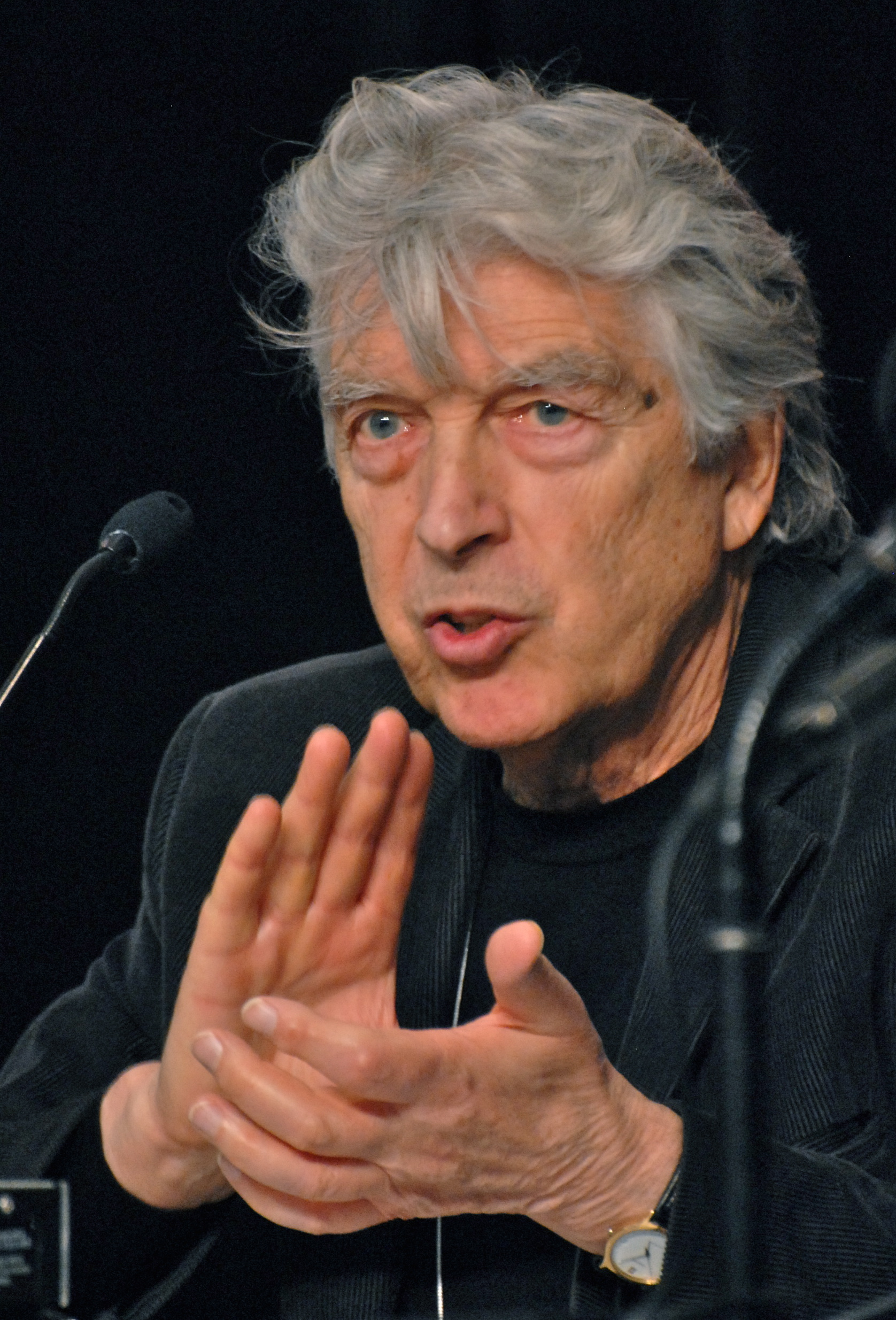
Roch Carrier en 2011 lors du Salon international du livre de Québec

### Romans

#### La trilogie de l'âge sombre
- La Guerre, yes Sir !, 1968
- Floralie, où es-tu ?, 1969
- Il est par là, le soleil, 1970

#### Autres romans
- Jolis Deuils: petites tragédies pour adultes, 1964
  - (de) extrait: Der Vogel, dans Moderne Erzähler der Welt: Kanada. Ed. Erdmann, Tübingen 1976, pp 110 – 111
  - (de) extrait: Die Schöpfung. Ibid. pp 112 – 114
- Le Deux-Millième Étage, 1973
- Le Jardin des délices, 1975
- Il n'y a pas de pays sans grand-père, 1977
- Les Enfants du bonhomme dans la lune, 1979
- La Dame qui n'avait pas des chaînes aux chevilles, 1981
- De l'amour dans la ferraille, 1984
- L'Ours et le Kangourou, 1986
- Prières d'un enfant très très sage, 1991
- Un chameau en Jordanie, 1988
- L'Homme dans le placard, 1991
- Fin, 1994
- Petit homme tornade, 1996
- Une chaise, 1999
- Les Moines dans la tour, 2004

### Théâtre
- La Guerre, yes sir !, 1970 (version pour la scène du roman éponyme)
- Floralie, 1974 (version pour la scène du roman Floralie, où es-tu ?)
- La Céleste Bicyclette, 1980
- Le Cirque noir, 1982

### Contes et ouvrages de littérature d'enfance et de jeunesse
- Les Voyageurs de l'Arc-en-Ciel, 1980     (illustration et mise en page de François Olivier)
- Les Fleurs Vivent-Elles Ailleurs que sur Terre ?, 1980
- Ne Faites Pas Mal à l'Avenir, 1984
- Le Chandail de Hockey, 1984 (illustration de     Sheldon Cohen)
- La Fleur et Autres Personnages, 1985
- Enfants de la Planète, 1989
- L'Eau de Polgok-sa, 1989
- Le Martien de Noël, 1991 (novellisation de     son propre scénario éponyme)
- Un Champion, 1991 (illustration de     Sheldon Cohen)
- Le Canot Dans Les Nuages, 1991
- Une Bonne et Heureuse Années, 1991
- Le Plus Long Circuit, 1993 (illustration de     Sheldon Cohen)
- Le Joueur de Basket-Ball, 1996 (illustration de     Sheldon Cohen)
- Prières d'un Adolescent Très Très Sage, 1998
- Le Petit Bonhomme Rond Qui Avait Des Plumes à Son Chapeau Melon, 2001
- La Chasse-Galerie, 2004
- Quatre Petits Vontes de Noël, 2005

### Poésie
- Les Jeux incompris, 1956

### Autres publications
- Ceci n'est pas un conte, 1976[7].
- Canada, 1986 (album de photographies de Mia et Klauss)
- Canada, je t'aime, 1991
- Le Rocket, 2000 (biographie de Maurice Richard)
- Montcalm et Wolfe, 2014

## Étude consacrée
- (de) Jara Rossenbach: Die Reise als identitätsbildender Impuls im Québecer Roman. Shaker, Aachen 2018. (Thèse Technische Hochschule Aix-la-Chapelle), sur Petit Homme Tornade, S. 238 – 257

## Filmographie
- 1971 : Le Martien de Noël, film québécois pour enfants réalisé par Bernard Gosselin, scénario original de Roch Carrier, avec Marcel Sabourin dans le rôle du martien